# Torneo de Linz 2015
El Generali Ladies Linz 2015 es un torneo de tenis que se juega en canchas duras bajo techo. Es la 29ª edición de la Generali Ladies Linz, y es parte de los torneos internacionales de la WTA Tour de 2015. Se llevará a cabo en Linz, Austria, del 12 de octubre el 18 de octubre de 2015.

## Cabezas de serie

### Individual Femenino
| Tenista                    | Ranking | Preclasificada |
| Karolína Plíšková          | 6       | 1              |
| Caroline Wozniacki         | 11      | 2              |
| Roberta Vinci              | 16      | 3              |
| Andrea Petkovic            | 21      | 4              |
| Anna Karolína Schmiedlová  | 27      | 5              |
| Camila Giorgi              | 31      | 6              |
| Anastasiya Pavliuchenkova  | 32      | 7              |
| Barbora Záhlavová-Strýcová | 34      | 8              |

- Ranking del 5 de octubre de 2015

### Dobles femeninos
| Tenista                                        | Ranking | Preclasificada |
| Raquel Kops-Jones Abigail Spears               | 31      | 1              |
| Andrea Hlaváčková Lucie Hradecká               | 41      | 2              |
| Anabel Medina Garrigues Arantxa Parra Santonja | 65      | 3              |
| Julia Goerges Johanna Larsson                  | 66      | 4              |

## Campeonas

### Individual femenino
Anastasiya Pavliuchenkova venció a  Anna-Lena Friedsam por 6-4, 6-3

### Dobles femenino
Raquel Kops-Jones /  Abigail Spears vencieron a  Andrea Hlaváčková /  Lucie Hradecká por 6-3, 7-5